# Suwak palestyński
Suwak palestyński (Meriones sacramenti) – gatunek ssaka z podrodziny myszoskoczków (Gerbillinae) w obrębie rodziny myszowatych (Muridae), występujący na Bliskim Wschodzie.

## Zasięg występowania
Suwak palestyński występuje w północno-wschodni Egipcie (przybrzeżny region Synaju), w południowym Izraelu (pustynia Negew) i w Palestynie. Ma ograniczony zasięg występowania, żyje na pustyni Negew i wybrzeżu Morza Śródziemnego.

## Taksonomia
Gatunek po raz pierwszy zgodnie z zasadami nazewnictwa binominalnego opisał w 1922 roku brytyjski zoolog Oldfield Thomas nadając mu nazwę Meriones sacramenti. Holotyp pochodził z obszaru 10 mi (16 km) na południe od Beer Szewy, w Izraelu.
Morfologicznie M. sacramenti jest bardzo zbliżony do północnoafrykańskich M. shawii i M. libycus, ale nie są dostępne żadne dane molekularne na ten temat. Autorzy Illustrated Checklist of the Mammals of the World uznają ten takson za gatunek monotypowy.

### Etymologia
- Meriones: gr. μηρος mēros „biodro, udo”[8].
- sacramenti: łac. sacramentum „przysięga”; w aluzji do miejscowości Beer Szewa, oznaczającej po hebrajsku „studnia przysięgi”[2].

## Morfologia
Długość ciała (bez ogona) 130–170 mm, długość ogona 120–180 mm, długość ucha 17–22 mm, długość tylnej stopy 30–41 mm; masa ciała 125–275 g. Jest to niewielki gryzoń. Ciało gryzonia jest barwy cynamonowobrązowej, ogon jest czarny. Boki ciała i głowy są jaśniejsze niż grzbiet, spód jest biały, bladożółty, kremowy lub bladoszary. Futro jest dość długie, miękkie i gęste, włosy na ogonie są krótkie u jego nasady, wydłużają się ku końcowi, tworząc tam czarną szczotkę. Stopy są blade, wyposażone w długie pazury.

## Ekologia
Suwak palestyński zamieszkuje rzadko porośnięte wydmy nadmorskie, występuje także na pustyni piaszczystej i gliniastej, terenach zakrzewionych, suchych stepach, polach uprawnych i terenach trawiastych, na nizinach i w dolinach górskich.
Gryzonie te prowadzą naziemny tryb życia, kopią nory w miękkim podłożu. Żyją w grupach rodzinnych. Odżywiają się zielonymi częściami roślin, korzeniami, bulwami, nasionami, owocami i owadami; jedzą więcej liści, niż inne suwaki.

## Populacja
Populacja suwaka palestyńskiego ma małą gęstość, jego liczebność maleje. We wschodniej części zasięgu występowania zagraża mu postępująca urbanizacja. W latach 1990–2005 stracił 10–15% sprzyjających siedlisk, ze względu na przekształcenie ich w tereny rolnicze. Niektóre części jego zasięgu są objęte ochroną. Międzynarodowa Unia Ochrony Przyrody uznaje suwaka palestyńskiego za gatunek narażony na wyginięcie.